# Жиздра (река)
Жиздра (на руски: Жиздра) е река в Калужка и Тулска област на Русия, ляв приток на Ока (десен приток на Волга). Дължина 223 km. Площ на водосборния басейн 9170 km².
Река Жиздра води началото си от западните части на Средноруското възвишение, на 220 m н.в., при село Заболоте, в югозападната част на Калужка област. По цялото си протежение тече през Средноруското възвишение, в горното течение на юг, изток, север и отново изток, а в средното и долното – на североизток, в предимно широка долина, като силно меандрира. Част от долното ѝ течение преминава през крайната западна част на Тулска област в района на село Камишинка. Влива се отляво в река Ока (десен приток на Волга), при нейния 1164 km, на 121 m н.в., на 3 km югоизточно от районния център село Перемишъл, в източната част на Калужка област. Основни притоци: леви – Брин (69 km), Серена (108 km); десни – Ресета (123 km), Витебет (133 km). Има смесено подхранване с преобладаване на снежното и дъждовното. Среден годишен отток при град Козелск 35 m³/s, с ясно изразено пълноводие през април. Заледява се в края на ноември, а се размразява в началото на април. По течението ѝ са разположени множество населени места, в т.ч. градовете Жиздра и Козелск в Калужка област.